# Leptogenys piroskae
Leptogenys piroskae är en myrart som beskrevs av Auguste-Henri Forel 1910. Leptogenys piroskae ingår i släktet Leptogenys och familjen myror. Inga underarter finns listade i Catalogue of Life.